# Glanzende vezelkop
De glanzende vezelkop (Inocybe nitidiuscula) is een schimmel behorend tot de familie Inocybaceae. Hij vormt ectomycorrhiza met loofbomen, hoofdzakelijk Eik (Quercus) en met Den (Pinus) in jonge bosjes en parken op kalkrijk zand of klei.

## Kenmerken

### Uiterlijke kenmerken
Hoed
De hoed heeft een diameter an 10-45 mm. Het hoedoppervlak is fijn vezelig radiaal tot vervilt. De kleur is bruin, bleker aan de omtrek. De rand is glad en bezet met witachtige fibrillen van de cortina als ze jong zijn.
Lamellen
De lamellen zijn okerbruin tot tabaksbruin als ze rijp zijn.
Steel
De steel heeft een lengte van 30 tot 70 mm en een dikte van 5 tot 7 µm. De steel is cilindrisch, vol en bros. De kleur is bleek okergeel getint met roze aan de bovenkant en witachtig aan de basis.

### Microscopische kenmerken
De sporen zijn ellipsoïde tot amygdaliform, glad, geelbruin dikwandig, aan de top versmald, conisch en meten 8.7-12.5 × 5.3-7.2 µm. De basidia zijn clavaat en meten 26-34 × 9-13 µm. De cheilocystidia en pleurocystidia zijn identiek, dikwandig en meten 47-75 × 14-21 µm. De caulocystidia zijn ommuurd aan de bovenkant van de steel. De cuticula bestaat uit liggende, evenwijdige, 7-12 µm brede hyfen.

## Verspreiding
In Nederland komt de glanzende vezelkop vrij algemeen voor. Hij staat op de rode lijst in de 'Kwetsbaar'.

## Foto's

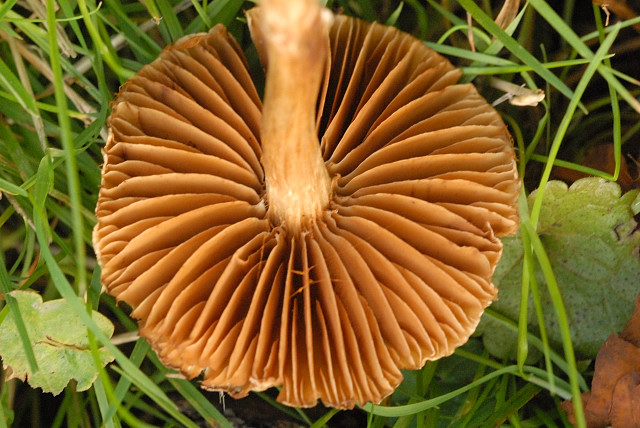
Lamellen
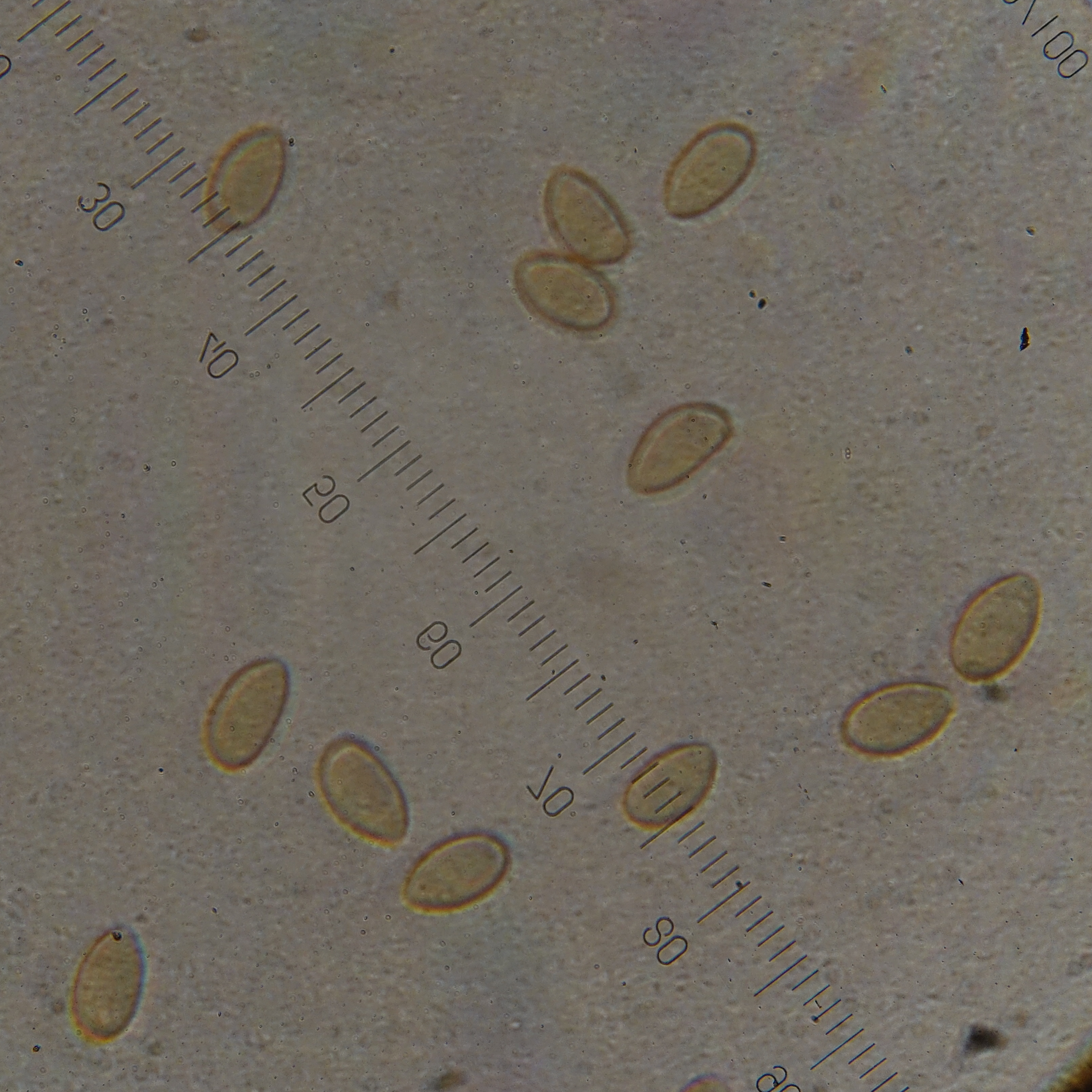
Sporen
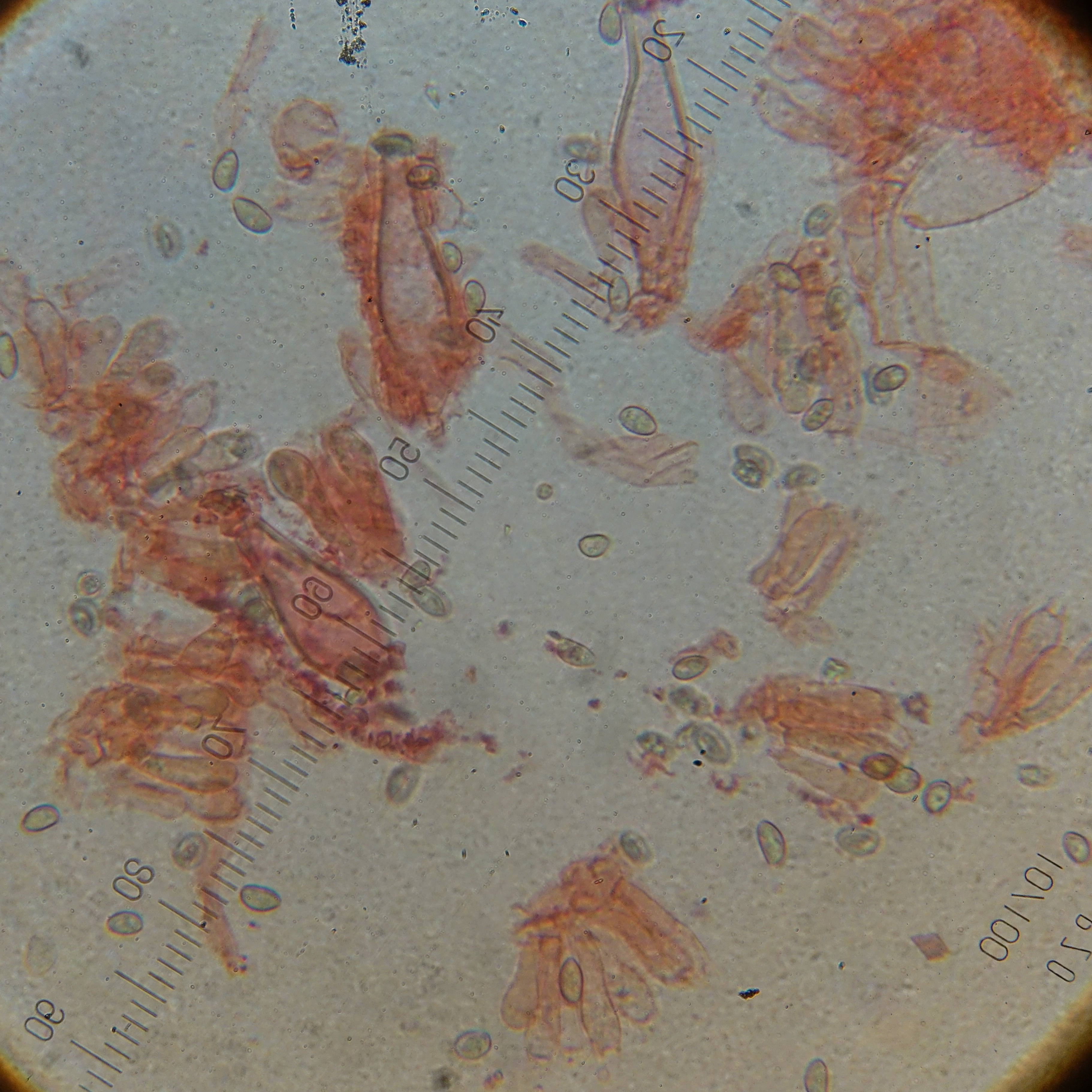
Cystidia